# Pseudhymenochirus merlini
Pseudhymenochirus merlini es una especie de anfibio anuro de la familia Pipidae y única representante del género Pseudhymenochirus.

## Distribución geográfica y hábitat
Es endémica de las selvas del centro-oeste del África Occidental: Guinea, Guinea-Bisáu, y Sierra Leona. Es una especie dependiente del agua.

## Estado de conservación
Se encuentra amenazada por la pérdida de su hábitat natural y por el consumo humano.